# Nordfjorden (Rødøy)
 For alternative betydninger, se Nordfjorden. (Se også artikler, som begynder med Nordfjorden)
Nordfjorden er en fjordarm af Melfjorden i Rødøy kommune i Nordland fylke i Norge. Fjorden går 11 kilometer mod nordøst til Nordfjordbotnen under Svartisen. Fjorden har indløb mellem Nordfjordneset i øst og Nordfjordnøva i vest. Fjordsiderne er høje på begge sider, omkring  500-700 meter yderst og og gradvisst stigende ind i fjorden. Inderst i fjorden falder fjellsiden fra 1.179 meter og næsten lige ned i fjorden. Nordfjordbræen på gletscheren Svartisen ligger tæt ved kanten.
Der har været spredte  bebyggelser langs fjorden , men de sidste blev fraflyttet i 1970'erne.

## Poststed
Det blev åbnet et poststed på dampskibsanløbsstedet Nordfjordnes den 1. juli 1907. Det havde navnet Melfjorden i Helgeland,  Poststedet fik senere postnummeret 8193, men  blev nedlagt 1. august 1973. Samtidig overtog poststedet 8192 Melfjordsbotn ansvaret for postformidlingen i både Nordfjorden og Melfjorden.